# Kandinat
Kandinat war ein in der DDR entwickelter Ersatzstoff für Orangeat und Zitronat.
Da Zitrusfrüchte nur teuer importiert werden konnten, entwickelte man im Zentralinstitut für Ernährung in Potsdam-Rehbrücke Alternativen, um weiterhin Backwaren wie den Dresdner Christstollen in ausreichendem Umfang produzieren zu können. Als Ersatz für Orangeat diente Kandinat M, hergestellt aus gekochten und danach kandierten Möhren, als Zitronatersatz wurde Kandinat T aus kandierten grünen Tomaten produziert. Beide Ersatzerzeugnisse kamen jedoch erst ab Mitte der 1980er Jahre als Backmischung „Candi“ einer Mischung aus Kandinat T und Kandinat M auch in den Einzelhandel. Laut TGL 24 071/08 gehörte das Produkt zu den mit Stärke oder Mehl oberflächenbehandelten Backzutaten die auf den Verpackungen in ihren Hauptbestandteilen genau zu deklarieren waren.